# 黎明里 (臺北市)
25°02′17″N 121°31′16″E / 25.038°N 121.521°E
黎明里為台灣台北市中正區下轄之一里，位於台北市中心之市民大道、中山南北路、凱達格蘭大道、重慶南北路等重要道路交接範圍，面積約0.5731平方公里，2021年1月設籍人口3,541人。台北車站位於該里東北隅，台北市東西向主要幹道忠孝東西路亦穿越該里，使該里成為大台北地區的重要交通樞紐。台北站前商圈、南陽街、重慶南路一段均為人潮集中區，為中正區來往人潮最多的里之一。

## 歷史

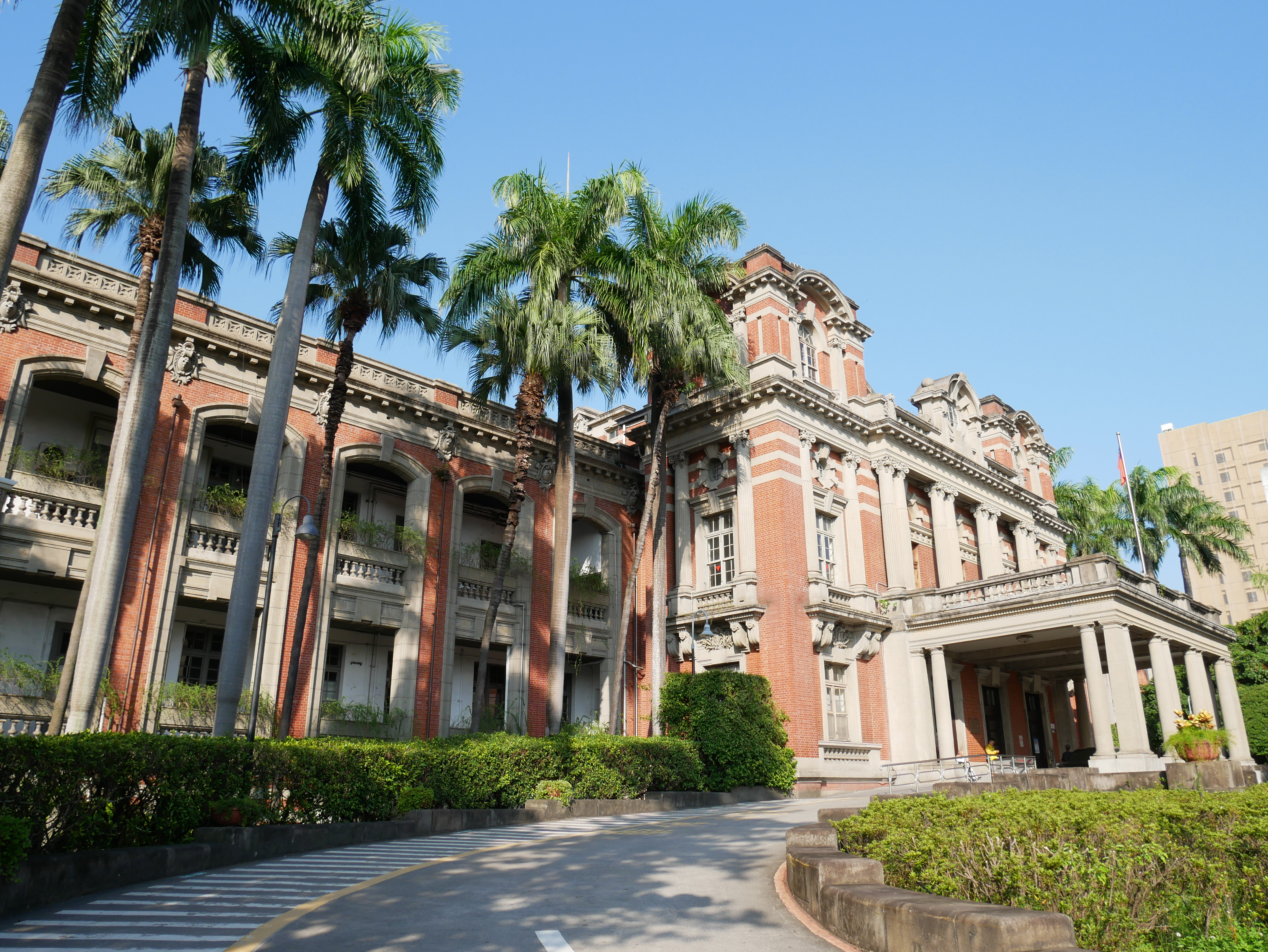
臺大醫院位於黎明里

1884年，台北建城，該里忠孝西路以南地區均在城內。日治時期，該里主要分為本町、表町、明石町，為台北主要的商業金融活動中心，表町更號稱當時台北的「一等地」。1908年，台北新公園落成，成為台灣第一座承襲歐洲風格的近代都市公園。1
1947年，二二八事件自位於該里的台灣省專賣局台北分局爆發，憤怒的市民衝入位於台北新公園的台灣廣播公司廳舍，對全台放送播音表達控訴，成為全台抗爭活動蜂起的開端。
該里成立於1981年4月，1990年3月12日區里行政區域調整，復將文賓里全里及北門里部份地區併入該里。2002年9月1日區里調整時將該里凱達格蘭大道以南、愛國西路以北、中山南路以西、重慶南路以東併入建國里，確定現今的里界範圍。

## 外部連結
- （繁體中文）台北市中正區公所－黎明里簡介[永久]